# Немецкое имя
Современное немецкое имя состоит из одного или нескольких личных имён (нем. Vorname) и фамилии (нем. Familienname, Nachname, Zuname или просто Name). Некоторые имена могут иметь также предлоги, стоящие перед фамилией (нем. Namenszusatz). Отчества у немцев нет.

## История
Древнейшие германские имена зародились в VII—IV веках до н. э. Обычно они состояли из двух частей и были призваны влиять на человека магически, то есть каждое имя имело своё значение и назначение. Например, имя Вольфганг (Wolfgang) можно перевести как «путь волка». Такое имя предопределяло «путь» своему обладателю. В VIII веке в немецкий язык активно проникают имена латинского (Viktor), греческого (Katharina) происхождения. С XV века устанавливается своеобразная «мода» на библейские имена. Позднее имена активно заимствуются из североевропейских языков (Olaf, Birgit), французского (Anette), а также из древнегерманской мифологии (Siegfrid). Сегодня при выборе имени ощущается очень сильное влияние телевидения и эстрады.
Немецкие фамилии сложились лишь к XII столетию и развивались из прозвищ, которые указывали на происхождение (Dietrich von Berne) или какие-то примечательные характеристики человека (Heinrich der Löwe). Родовые имена и фамилии закреплялись прежде всего за феодалами. К ним обращались с уважением, часто указывая при обращении их социальный статус или положение в обществе (Herr Major Rosenberg), к простым же людям обращались просто по имени. В XX веке фамилии имели все немцы, разграничения между дворянством и простолюдинами были сведены на нет. Современные фамилии сохранили свои прежние значения, часто связанные с определённым родом деятельности (Müller — мельник, Fischer — рыбак).

## Личное имя

### Количество личных имён
Человек может иметь одно или несколько личных имён (нем. Vorname). Сегодня обычным является использование лишь одного или двух личных имён — основного (нем. Rufname) и второго (нем. zweiter Vorname). Использование более двух личных имён встречается не так часто. В качестве основного имени может быть выбрано любое из личных имён, а не обязательно имя, стоящее на первом месте. Также допускается использование двойных личных имён, пишущихся слитно. При этом такое двойное имя считается одним именем, а не двумя. Так, например, Евамария является одним именем, в то время как Ева-Мария — составное имя, полученное из двух простых имён. Это означает, что Ева-Мария имеет право подписываться как Ева, как Мария и как Ева-Мария, в то время как в отношении Евамарии всегда должно использоваться полное имя.
В 2004 году Конституционный суд Германии подтвердил право загсов (нем. Standesamt) в отказе в регистрации новорождённому более пяти личных имён, обосновывая это тем, что родители должны с ответственностью относиться к выбору личного имени ребёнка.

### Выбор имени новорождённому
В Германии родители при выборе личного имени для ребёнка имеют полную свободу, которая не ограничивается никакими законами. В принципе, они могут даже сами придумывать имена, однако служащие загса, руководствуясь правовым обычаем и судебной практикой, могут отказать родителям во внесении выбранного экзотического имени в свидетельство о рождении. В этом случае вопрос решается в судебном порядке.
В общем случае, работники загса руководствуются несколькими основными принципами. Основное правило — выбранное имя должно интуитивно звучать как имя, а не как название или объект, а в случае затруднений родители должны доказать используемость желаемого ими имени в качестве такового. Кроме того, выбранное имя не должно наносить вред ребёнку, провоцировать насмешки или враждебное отношение. В частности, немецкими судами были подтверждены отказы работников загсов зарегистрировать имена Pepsi-Cola, Satan, Grammophon или Borussia. В качестве личного имени не могут быть использованы названия животных. Единственным исключением является мужское имя Wolf — короткая форма от традиционных немецких имён вроде Wolfgang. Недопустимы в качестве личного имени и географические названия. Однако и здесь есть некоторые исключения. Так, в частности, Dakota и Chelsea допускаются в качестве женских имён. В любом случае окончательное решение всегда принимает конкретный служащий, осуществляющий регистрацию. Нередко сотрудники загсов пользуются международными энциклопедиями имён, чтобы убедиться в существовании того или иного имени. В любом случае, если родители хотят дать ребёнку экзотическое имя, им следует найти доводы, чтобы убедить служащего произвести регистрацию. В случае отказа, последнее решение принимает суд.
Работники загса также могут отказать родителям в регистрации ребёнка, если выбранное имя не соответствует полу новорождённого. Единственным исключением является имя Maria, которое по религиозной традиции разрешается давать мальчикам, но только исключительно в виде второго имени, если первое имя однозначно является мужским. В общем случае, основное имя должно позволять идентифицировать пол ребёнка, а в случае затруднений такой идентификации, родители должны выбрать ребёнку второе имя, однозначно указывающее на его пол. В качестве самостоятельных имён допускаются также и уменьшительные формы, например, Chris или Mika, однако в этом случае работники загса также могут обязать родителей выбрать второе имя, однозначно идентифицирующее половую принадлежность.
Нередки случаи, когда одно из имен имеет приставку, например женское имя de Paula. Имя Franz de Paula (например, Лихтенштейн, Франц де Паула) является мужским именем, так как происходит от имени святого Франциска из Паолы.

### Изменение личного имени
Законодательство Германии позволяет смену личного имени. Лица, достигшие 18 лет, имеют право самостоятельно подать заявление на изменение имени. Дети и подростки, не достигшие этого возраста, должны получить согласие родителей или опекунов. Изменение личного имени по заявлению допускается в тех случаях, если это имя является оскорбительным или неблагозвучным, если оно слишком длинно или слишком тяжело для написания или произношения. Если более не желаемое имя не удовлетворяет этим критериям, то заявитель должен доказать, что ношение данного имени причиняет ему существенные неудобства или душевные страдания, например, при помощи заключения психолога или психиатра.

## Фамилия
В 1993 году вошёл в силу закон, запрещающий трёхсоставные и многосоставные фамилии, которые могут возникнуть в результате замужества. В мае 2009 года конституционный суд Германии подтвердил этот закон, оставив его в силе.

### Дворянские титулы и фамильные предлоги
Такие фамилии часто включают в себя предлог-частицу «фон», а также их варианты с артиклями «фон дер», «фон дем» (или их сокращенная форма «фом») и пр. (переводится как «из»), реже «цу» (на русский переводится также следующим образом: Graf zu Mansfeld — граф Мансфельдский), а также их варианты сокращения с артиклем «цум», «цур» и пр. (переводится как «в») либо смешанный вариант «фон унд цу», а также их варианты. Приставка «von» указывает на место происхождения фамилии (семьи, рода, линиджа), хотя были случаи, когда фамилия не была связана с местом проживания. Если место проживания отличалось от места происхождения (то есть, от фамилии, стоящей после приставки «фон»), то место проживания добавлялось с приставкой «цу» следующим образом: например, фон Фрауэнфельд цу Вайсталь — здесь Фрауэнфельд означает место происхождения, а Вайсталь место проживания. Данная система была часто распространена в тех случаях, когда разные потомки одного и того же рода в силу различных причин проживали в других местах. Иногда можно встретить написание фон Фрауэнфельд-Вайсталь (в данном случае, однако, становится неясным, то ли вторая фамилия происходит от места проживания, то ли, например, в результате вступления в брак берется двойная фамилия). Комбинация приставок «фон» и «цу» в форме «фон унд цу» указывает на то лицо благородного происхождения, предки которого со времен Средних веков проживают на данной территории, то есть данная территория к моменту «закрепления» фамилии находится во владении рода. Кроме того, приставка «цу» носилась прежде всего так называемыми «владетельными князьями» (а также владетельными графами), которые в связи с медиатизацией 1803—1806 годов не утеряли княжеского титула, но потеряли «территориальное» верховенство (например, цу Зальм, цу Изенбург, цу Штольберг). Тем самым, они отличались от тех князей, которые правили и после 1815 года и носили приставку «фон».
В Австро-Венгрии 19 века частицы «фон» (в Австрии) или «де» (в Венгрии) прибавлялась к фамилии лица, которому было пожаловано дворянство; при этом фамилия могла и не происходить от названия территории, которой владело данное лицо.

### Дворянские титулы в Германии и Австрии сегодня
В 1919 году как в Германии, так и в Австрии дворянские титулы были упразднены. Однако, вытекающие из этого последствия в обеих странах были совершенно различными. Так, в Австрии законом от 3 апреля 1919 года запрещено использование любых фамильных предлогов, а также любых титулов вроде «князь», «граф» и др. Например, внук последнего австрийского императора и нынешний глава австрийского императорского дома Габсбургов носит имя Карл Габсбург-Лотринген, где Габсбург-Лотринген сегодня считается обычной фамилией, а использование исконной формы Карл фон Габсбург-Лотринген запрещено законом.
В Германии 11 августа 1919 года в связи с принятием Веймарской конституции привилегии дворянства были отменены. Однако с отменой самих дворянских титулов и привилегий было разрешено сохранение дворянских фамилий, при этом фамильные предлоги и даже дворянские титулы вроде «князь», «граф» и др. стали частью фамилии. Например, сегодняшний глава германского императорского дома Гогенцоллернов носит имя Георг Фридрих Фердинанд Принц фон Пройссен, где Принц фон Пройссен — фамилия, а Георг Фридрих Фердинанд — имена. Использование слова «принц» в качестве титула запрещено, поэтому называть его принц Георг Фридрих Фердинанд также законодательно запрещено, хотя нередко встречается в глянцевой прессе. В то же время незаконное использование титулов преследуется в Германии согласно § 132a уголовного кодекса ФРГ.